# Остатовица
Остатовица је насеље у Србији у општини Бабушница у Пиротском округу припада такозваном Горњем Заплању у подножју је Суве Планине Бабичке Горе и Крушевице. Према попису из 2022. било је 18 становника.

## Демографија
У насељу Остатовица живи 80 пунолетних становника, а просечна старост становништва износи 57,3 година (51,8 код мушкараца и 61,8 код жена). У насељу има 40 домаћинстава, а просечан број чланова по домаћинству је 2,08.
Ово насеље је великим делом насељено Србима (према попису из 2002. године).
|  |

| Демографија | Демографија | Демографија |
| Година      | Становника  | Становника  |
| ----------- | ----------- | ----------- |
| 1948.       | 867         |             |
| 1953.       | 871         |             |
| 1961.       | 805         |             |
| 1971.       | 593         |             |
| 1981.       | 360         |             |
| 1991.       | 165         | 164         |
| 2002.       | 83          | 85          |
| 2011.       | 44          |             |
| 2022.       | 18          |             |

| Година пописа     | 1948. | 1953. | 1961. | 1971. | 1981. | 1991. | 2002. |
| ----------------- | ----- | ----- | ----- | ----- | ----- | ----- | ----- |
| Број домаћинстава | 141   | 150   | 152   | 141   | 111   | 68    | 40    |

| Број чланова      | 1  | 2  | 3 | 4 | 5 | 6 | 7 | 8 | 9 | 10 и више | Просек |
| ----------------- | -- | -- | - | - | - | - | - | - | - | --------- | ------ |
| Број домаћинстава | 15 | 15 | 3 | 6 | 1 | 0 | 0 | 0 | 0 | 0         | 2,08   |

| Пол    | Укупно | Неожењен/Неудата | Ожењен/Удата | Удовац/Удовица | Разведен/Разведена | Непознато |
| ------ | ------ | ---------------- | ------------ | -------------- | ------------------ | --------- |
| Мушки  | 36     | 11               | 20           | 4              | 1                  | 0         |
| Женски | 45     | 5                | 20           | 19             | 1                  | 0         |
| УКУПНО | 81     | 16               | 40           | 23             | 2                  | 0         |

| Пол    | Укупно                    | Пољопривреда, лов и шумарство | Рибарство                            | Вађење руде и камена | Прерађивачка индустрија       |
| ------ | ------------------------- | ----------------------------- | ------------------------------------ | -------------------- | ----------------------------- |
| Мушки  | 12                        | 10                            | 0                                    | 0                    | 1                             |
| Женски | 9                         | 8                             | 0                                    | 0                    | 1                             |
| УКУПНО | 21                        | 18                            | 0                                    | 0                    | 2                             |
| Пол    | Производња и снабдевање   | Грађевинарство                | Трговина                             | Хотели и ресторани   | Саобраћај, складиштење и везе |
| Мушки  | 0                         | 0                             | 1                                    | 0                    | 0                             |
| Женски | 0                         | 0                             | 0                                    | 0                    | 0                             |
| УКУПНО | 0                         | 0                             | 1                                    | 0                    | 0                             |
| Пол    | Финансијско посредовање   | Некретнине                    | Државна управа и одбрана             | Образовање           | Здравствени и социјални рад   |
| Мушки  | 0                         | 0                             | 0                                    | 0                    | 0                             |
| Женски | 0                         | 0                             | 0                                    | 0                    | 0                             |
| УКУПНО | 0                         | 0                             | 0                                    | 0                    | 0                             |
| Пол    | Остале услужне активности | Приватна домаћинства          | Екстериторијалне организације и тела | Непознато            | Непознато                     |
| Мушки  | 0                         | 0                             | 0                                    | 0                    | 0                             |
| Женски | 0                         | 0                             | 0                                    | 0                    | 0                             |
| УКУПНО | 0                         | 0                             | 0                                    | 0                    | 0                             |

| Етнички састав према попису из 2002.‍ | Етнички састав према попису из 2002.‍ | Етнички састав према попису из 2002.‍ | Етнички састав према попису из 2002.‍ | Етнички састав према попису из 2002.‍ |
| ------------------------------------ | ------------------------------------ | ------------------------------------ | ------------------------------------ | ------------------------------------ |
|                                      |                                      |                                      |                                      |                                      |
| Срби                                 | Срби                                 |                                      | 82                                   | 98,79%                               |
| непознато                            | непознато                            |                                      | 1                                    | 1,20%                                |

| Етнички састав према попису из 2022.‍ | Етнички састав према попису из 2022.‍ | Етнички састав према попису из 2022.‍ | Етнички састав према попису из 2022.‍ | Етнички састав према попису из 2022.‍ |
| ------------------------------------ | ------------------------------------ | ------------------------------------ | ------------------------------------ | ------------------------------------ |
|                                      |                                      |                                      |                                      |                                      |
| Срби                                 | Срби                                 |                                      | 11                                   | 61,1%                                |
| непознато                            | непознато                            |                                      | 7                                    | 38,9%                                |

## Галерија
- Поглед на део села са "Камена"
- Напуштена кућа
- Напуштена кућа
- Стара школа
- Кућа
- Кућа под снегом
- Март 2021.
- Засеок
- "Остатовачки камен"
- Три камена 2013.године
- Три камена из другог угла
- Три камена у јесен 2020.г.
- Поглед са "Камена"
- Три камена под снегом 2021.
- Поглед на подножје под снегом
- Остатовица део села, поглед са брда
- Остатовица панорама